# FK Tarnopol
FK Tarnopol (ukr. Футбольний клуб «Тернопіль», Futbolnyj Kłub "Ternopil") – ukraiński klub piłkarski z siedzibą w Tarnopolu. Założony w roku 2000 jako Ternopil-Nywa-2.
Do lata 2017 występował w rozgrywkach ukraińskiej Druhiej Lihi.

## Historia
Chronologia nazw:
- 2000—2001: Ternopil-Nywa-2 Tarnopol (ukr. «Тернопіль-Нива-2» Тернопіль)
- 2002: FK Tarnopol (ukr. ФК «Тернопіль»)
- 2003—2006: Burewisnyk Tarnopol (ukr. «Буревісник» Тернопіль)
- 2007—2008: Ternopil-Burewisnyk Tarnopol (ukr. «Тернопіль-Буревісник» Тернопіль)
- 2009—...: FK Tarnopol (ukr. ФК «Тернопіль»)

Druga drużyna klubu Nywa Tarnopol w 2000 zgłosiła się do rozgrywek Mistrzostw Ukrainy.
Pod nazwą Ternopil-Nywa-2 klub rozpoczął ligowe rozgrywki w ukraińskiej Drugiej Lidze, Grupie A.
Podczas przerwy zimowej sezonu 2001/02 klub zmienił nazwę na FK Tarnopol. Po zakończeniu sezonu zajął 15. miejsce spośród 19 drużyn. Ale tak jak pierwsza drużyna Nywa Tarnopol spadła do Drugiej Ligi, to klub był zmuszony opuścić drugoligowe rozgrywki i został rozwiązany.
Od 2003 roku w najwyższej lidze obwodu tarnopolskiego rozpoczęła występy drużyna Burewisnyk Tarnopol, która reprezentowała Tarnopolski Narodowy Pedagogiczny Uniwersytet.
W 2007 roku Burewisnyk Tarnopol oddzielił się od Nywy Tarnopol i został utworzony nowy klub pod nazwą Ternopil-Burewisnyk Tarnopol. W 2009 zmienił nazwę na FK Tarnopol i zdobył mistrzostwo obwodu.
15 sierpnia 2017 klub z powodów finansowych zrezygnował z występów w Drugiej Lidze.

## Sukcesy
- 11. miejsce w Drugiej Lidze, Grupie A: 2001
- mistrz obwodu tarnopolskiego: 2009

## Trenerzy
- 2000–07.2002:  Mychajło Zawalniuk
- 2003–200?:  Wasyl Iwehesz
- 200?–200?:  Anatolij Nazarenko
- 15.05.2007–30.06.2016:  Wasyl Iwehesz
- 01.07.2016–19.09.2016:  Iwan Maruszczak
- 19.09.2016–11.01.2017:  Wasyl Matwijkiw (p.o.)
- 12.01.2017–17.01.2017:  Roman Maksymiuk
- 18.01.2017–02.05.2017:   Wasyl Matwijkiw (p.o.)
- 02.05.2017–...:  Petro Badło

## Inne
- Budiwelnyk Tarnopol
- Nywa Tarnopol